# Шенберг (Холштајн)
Шенберг (њем. Schönberg) општина је у њемачкој савезној држави Шлезвиг-Холштајн. Једно је од 84 општинска средишта округа Плен. Према процјени из 2010. у општини је живјело 6.729 становника. Посједује регионалну шифру (AGS) 1057073.

## Географски и демографски подаци
Шенберг се налази у савезној држави Шлезвиг-Холштајн у округу Плен. Општина се налази на надморској висини од 11 метара. Површина општине износи 11,6 km². У самом мјесту је, према процјени из 2010. године, живјело 6.729 становника. Просјечна густина становништва износи 578 становника/km².

## Међународна сарадња
| Мјесто | Држава   | Врста сарадње | Од    |
| ------ | -------- | ------------- | ----- |
|        | Шведска  | партнерство   | 1975. |
| Хаљала | Естонија | партнерство   | 1992. |
| Извор  |          |               |       |